# Athens, Vermont
Athens är en kommun (town) i Windham County i delstaten Vermont, USA. Vid folkräkningen år 2000 bodde 340 personer på orten. Den har enligt United States Census Bureau en area på totalt 33,9 km², varav 0,1 km² är vatten.  